# Otegami
"Otegami" (御手紙) é um single da banda de rock japonesa SID, lançado em 16 de agosto de 2006. Foi utilizado como música tema do programa de televisão Rank Oukoku da TBS.

## Lançamento
Foi lançado em três edições: a regular com apenas o CD de três faixas e as limitadas A e B, que acompanham um DVD que difere entre as duas. O videoclipe foi incluído na primeira coleção de videoclipes da banda, SIDNAD vol.2 ~CLIPS ONE, lançada em maio de 2008. Em novembro de 2023, em comemoração aos 20 anos de carreira, Sid lançou a partitura de "Otegami" para todos os instrumentos.

## Estilo musical e recepção
A revista CD Journal elogiou a linhas de baixo e composição de Aki e descreveu a canção como uma "balada que incorpora uma atmosfera japonesa em termos de som e letra". O portal JaME World analisou "Otegami" como uma música que se destaca no que se propõe, sendo "natural" e a "mistura perfeita de musicalidade e ambiente". Também mencionou que os instrumentos estão muito bem colocados, inclusive a adição da harpa. No entanto, o portal não foi tão positivo com o lado B "Life", mencionando que é uma música popular que, por se contrastar demais com sua antecessora, altera a experiência completa.
Em uma votação da música mais popular de Sid feita pela plataforma Recochoku entre seus usuários, "Otegami" ficou em segundo lugar.

## Desempenho comercial
Alcançou a nona posição na Oricon Albums Chart semanal e ficou na parada por oito semanas, vendendo 27,468 cópias enquanto esteve na parada. É o 17° single mais vendido da banda, de acordo com o ranking da Oricon.

## Faixas
Todas as letras escritas por Mao, todas as músicas compostas por Aki.
| N.º            | Título             | Duração |  |
| 1.             | "Otegami" (御手紙) | 3:49    |  |
| 2.             | "life"             | 3:59    |  |
| Duração total: | Duração total:     | 7:49    |  |

## Ficha técnica
- Mao – vocal
- Shinji – guitarra
- Aki – baixo
- Yūya – bateria